# Oozyste
Eine Oozyste (Mehrzahl: Oozysten; gr. ᾠόν ōión, Ei und κύστις kýstis, Blase) ist ein mikroskopisch sichtbares Entwicklungsstadium von Apicomplexa.
Sie enthält je nach Sporulationstyp eine bestimmte Anzahl Sporozysten, die wiederum eine bestimmte Anzahl Sporozoiten enthalten. Bei der Gattung Eimeria sind dies beispielsweise 4 Sporozysten, die jeweils 2 Sporozoiten enthalten. Oozysten der Gattungen Isospora oder Toxoplasma beinhalten Sporozysten und Sporozoiten im umgekehrten Verhältnis, also 2 Sporozysten mit jeweils 4 Sporozoiten. Bei Vertretern der Gattung Klossiella wie Klossiella cobayae sind es 30 oder mehr Sporozysten mit je etwa 30 Sporozoiten. Nach der Reifung der Oozyste, der Sporulation, dringen die freigesetzten Sporozoiten aktiv in kernhaltige Wirtszellen ein und vermehren sich dort.